# Frances Haugen

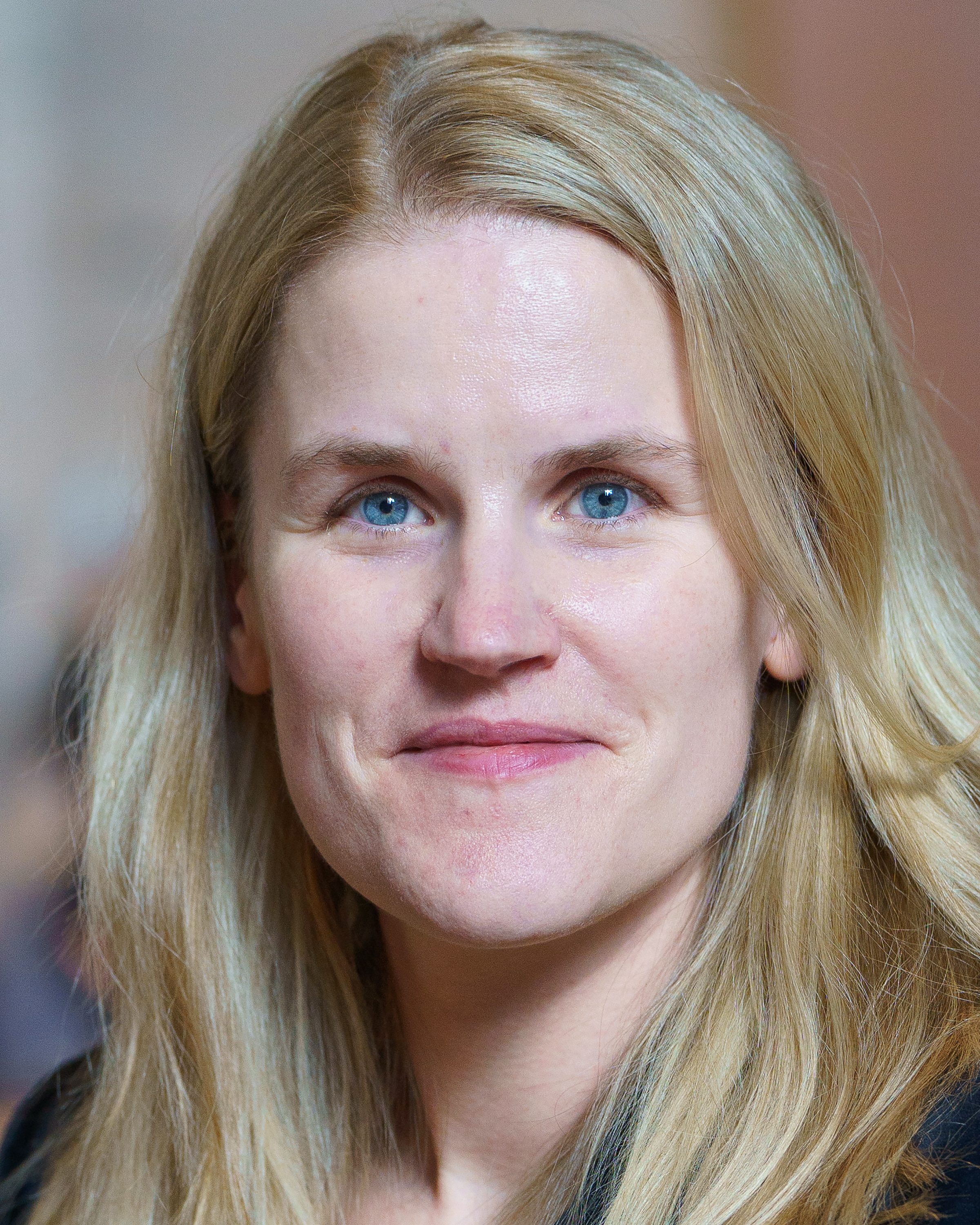
Frances Haugen (2024)

Frances Haugen (* 1983/84 in Iowa City, Iowa) ist eine US-amerikanische Informatikerin und Whistleblowerin. Sie arbeitete von 2018 bis 2021 als leitende Produktmanagerin für Meta Platforms bei Facebook. Nachdem sie das Unternehmen verlassen hatte, erhob sie 2021 schwerwiegende Vorwürfe gegen ihren ehemaligen Arbeitgeber und enthüllte umfangreiche, nicht für die Öffentlichkeit bestimmte Dokumente, die sie der amerikanischen Börsenaufsichtsbehörde SEC und der Zeitung The Wall Street Journal übergab. Am 5. Oktober 2021 fand wegen der Anschuldigungen eine Anhörung im US-Senat statt.
Inhaltlich liefern die Unterlagen zahlreiche Anhaltspunkte dafür, dass Profite dem Konzern wichtiger seien, als das Wohl seiner Nutzer.
Zentral waren dabei sowohl ihre Forderung nach mehr Transparenz, als auch Kritik am Führungsstil innerhalb des Unternehmens.
Neben den Anschuldigungen ist Haugen jedoch auch bemüht, Lösungsansätze für die angesprochenen Probleme aufzuzeigen.

## Leben
Haugen ist in Iowa City im Bundesstaat Iowa geboren und aufgewachsen. Ihr Vater praktizierte als Arzt und ihre Mutter war Professorin für Biochemie bevor sie sich zur Priesterin der Episkopalkirche weihen ließ.
Haugen studierte Informatik und Elektrotechnik am Olin College of Engineering in Needham, Massachusetts, ihren Abschluss machte sie 2006. Danach erwarb sie 2011 an der Harvard Business School einen Master of Business Administration.
Nach ihrem Abschluss am Olin College und parallel zum MBA-Studium arbeitete sie bei Google Ads. 2015 wechselte sie zu Yelp, Inc. und ein Jahr später zu Pinterest Inc.
2018 wurde sie von Facebook eingestellt und arbeitete nach einem Jahr als leitende Produktmanagerin in dem Team für „Civic Misinformation“, dessen Aufgabe es war, den in vielen Ländern verbreiteten Falschinformationen und Hetzaussagen in sozialen Netzwerken entgegenzutreten. Im Laufe der Zeit empfand sie zunehmend einen Widerspruch zwischen dem moralischen Anspruch und dem täglichen Handeln des Unternehmens sowie eine mangelnde Verantwortung gegenüber den Nutzern und der Gesellschaft. Wenige Monate nach der Präsidentschaftswahl in den Vereinigten Staaten 2020 wurde ihre Abteilung aufgelöst.
Haugen entschied sich daraufhin, Kritik an Facebook zu üben und auf Missstände, mit denen sie durch ihre Arbeit vertraut war, aufmerksam zu machen, indem sie Whistleblowerin wurde. Im Frühjahr 2021 kontaktierte sie John Tye, Gründer der Rechtsanwaltskanzlei Whistleblower Aid, der sie beim weiteren Vorgehen unterstützte.
Nachdem sie zehntausende Seiten von Material gesichert hatte, kündigte Haugen bei Facebook und verließ das Unternehmen im Mai 2021.

## Facebook-Enthüllungen

### Vorgang
Zwischen Anfang September und Ende Oktober 2021 veröffentlichte The Wall Street Journal insgesamt elf Berichte über die sogenannten The Facebook Files. Im Zentrum der Enthüllungen steht die Aussage, bei Facebook sei zwar bekannt, wie problematisch das Handeln des Konzerns bezüglich schädlicher Inhalte gegenüber der Gesellschaft teilweise sei, tue aber – aus Profitinteresse – zu wenig, um die Situation zu ändern. Mit Titeln wie Facebook weiß, dass Instagram für viele Teenagerinnen toxisch ist, zeigen Firmendokumente und Facebook sagt, dass seine Regeln für alle gelten. Firmendokumente enthüllen eine geheime Elite, die davon ausgenommen ist gingen die Enthüllungen um die Welt.
Haugen trat öffentlich erstmals am 3. Oktober 2021 in der Fernsehsendung 60 Minutes, einer investigativen Nachrichtensendung, des Senders CBS auf. Wie bereits in den Facebook Files erläuterte sie gegenüber dem Interviewpartner Scott Pelley ihre wesentlichen Überlegungen und Vorwürfe:
- Es gebe Interessenkonflikte zwischen dem, was gut für das Unternehmen Facebook, und dem, was gut für die Gesellschaft sei.
- Facebook entscheide sich in der Mehrzahl dieser Konfliktfälle für die eigenen Ziele, wie z. B. Steigerung des Gewinns.
- Eine Informationsumgebung, die voller Boshaftigkeit und Hass sei, führe zu einem Verlust an Vertrauen in der Gesellschaft. Sie polarisiere und schüre Konflikte zwischen Gruppierungen.
- Facebook optimiere seine Inhalte, um für Nutzer attraktiv zu sein. Informationsinhalte, die Hass erzeugen, polarisieren oder ähnliche Gefühle erzeugen, erführen allgemein eine größere Aufmerksamkeit, sie würden deshalb durch die Algorithmen höher bewertet.
- Facebook habe dieses Problem erkannt und vor den Wahlen in den USA 2020 die Algorithmen geändert. Nach den Wahlen sei die Änderung rückgängig gemacht worden.
- Facebooks Umgang mit Hassrede sei unangemessen
- Facebook habe gezeigt, dass der eigene Gewinn wichtiger sei als die Sicherheit und das Wohl der Gesellschaft.

Als weitere Beispiele verweist sie auf den Sturm auf das Kapitol in Washington 2021, auf Falschinformationen zur COVID-19-Pandemie und auf die Verfolgung der Rohingya-Minderheit in Myanmar. In den sozialen Medien verbreitete Hetzkampagnen und Falschinformationen haben hierbei eine wesentliche Rolle gespielt. Haugen sagt: „Facebook formt unsere Wahrnehmung der Welt durch die Auswahl der Informationen, die wir sehen.“ Sie hofft, dass ihr Handeln weltweit Wirkung zeigt, um Regulierungen gegenüber Facebook und ähnlichen Plattformen durchzusetzen. Sie glaubt nicht daran, dass eine Selbstbeschränkung funktioniert, stattdessen müsse eine Aufsichtsbehörde gegründet werden.
Zusätzliche Kritikpunkte betreffen den Onlinedienst Instagram, der zu Facebook gehört. Das Zeigen von Idolen, die ein bestimmtes Schönheitsideal propagieren, begünstigen bei Mädchen im Teenageralter Essstörungen (insbesondere Magersucht) und Depressionen. Dies bestätigten unter anderem Untersuchungen, die Facebook selbst in Auftrag gab, aber auch unabhängige Studien. Die Ergebnisse der intern in Auftrag gegebenen Studien zur psychischen Gesundheit von Jugendlichen und der Nutzung von Sozialen Medien, waren durch Facebook unter Verschluss gehalten worden.

### Reaktionen

Der Wutemoji wurde, als Anzeiger möglicherweise polarisierender Posts, Nutzern bei Facebook deutlich öfters angezeigt als andere Emojis

Nach der Veröffentlichung des Interviews im Fernsehen fiel der Börsenkurs von Facebook Inc. innerhalb von 24 Stunden um fast 5 Prozent. Bei der Börsenaufsichtsbehörde SEC sind mehrere Klagen eingereicht worden, die sich mit dem Informationsverhalten gegenüber den Investoren beschäftigen. Haugen übergab einen Auszug der Unterlagen an den US-Kongress und an das Büro des Generalstaatsanwalts. Am 5. Oktober 2021 bezeugte sie vor einem Ausschuss des Senats ihre Aussagen und beantwortete Fragen der Mitglieder. Die Senatoren quer durch die Parteien waren beeindruckt und schienen keinen Zweifel an der Glaubwürdigkeit ihrer Aussagen zu haben.
Mark Zuckerberg, Leiter von Facebook Inc., hat die Vorwürfe der Whistleblowerin Frances Haugen zurückgewiesen. Er widersprach der Darstellung, dass das Unternehmen den Profit über Sicherheit und Wohlergehen stelle. In einer ausführlichen Mitteilung an die Angestellten behauptete Zuckerberg, „Das Argument, dass wir absichtlich Inhalte fördern, um Menschen für Geld wütend zu machen“, sei „zutiefst unlogisch“.
Tatsächlich wurden Posts, auf die mit wütenden Emojis reagiert wurde, bei Facebook fünfmal so hoch gerankt wie andere Reaktionen. Der Grund dafür besteht darin, dass polarisierende Inhalte die meiste Aufmerksamkeit erhalten. Je länger der Nutzer auf einer Plattform verweilt, desto mehr Werbung kann angezeigt werden – daher ist es im Interesse eines Konzerns, sich die Aufmerksamkeit der Nutzer so lange wie möglich zu erhalten.
Am 8. November 2021 fand eine Anhörung mit Frances Haugen vor dem Binnenmarktausschuss des Europaparlaments statt. Sie hat Fragen der EU-Parlamentarier beantwortet. Für ihren Einsatz wurde ihr von allen Beteiligten gedankt. Hintergrund ist der geplante Digital Services Act, ein weltweit erstes Gesetz zur Regelung des rechtlichen Rahmens von Online-Plattformen.

### Lösungsansätze
Gegenüber der Deutschen Presse-Agentur betonte Haugen, wie wichtig es sei, eine Datengrundlage zu erhalten, auf deren Basis es für Politik und Öffentlichkeit möglich sei, Mechanismen zu verstehen, die hinter mächtigen Online-Netzwerken wie Facebook zu Grunde liegen.
Im Rahmen einer Algorithmenethik sollten Regeln entwickelt werden, durch die Algorithmen nicht länger Gewalt, Livevideos und polarisierende Inhalte bevorzugen. Facebook selbst könne außerdem Anstrengungen unternehmen, zu einem besseren Netzwerk zu werden, zum Beispiel, indem es seine Nutzer dazu  auffordert, Artikel erst zu teilen, nachdem sie sie selbst gelesen haben. Außerdem sollte Facebook einen Teil seiner Gewinne dafür einsetzen, sich verantwortungsvoller um die Mitarbeiter der Content-Moderation, die sogenannten „Cleaner“, zu kümmern, die durch die ständige Konfrontation mit verstörenden Inhalten oftmals posttraumatische Belastungsstörungen entwickelten.

## Veröffentlichungen
- Die Wahrheit über Facebook. Warum ich zur Whistleblowerin wurde und was die größte Social-Media-Plattform der Welt so gefährlich macht. Econ, Berlin 2023, ISBN 9783430210836.